# Síntesi de Wenker
La síntesi de Wenker és una reacció orgànica que converteix un β-aminoalcohol en una aziridina en presència d'àcid sulfúric.